# 1410
Évszázadok: 14. század – 15. század – 16. század
Évtizedek: 1360-as évek – 1370-es évek – 1380-as évek – 1390-es évek – 1400-as évek – 1410-es évek – 1420-as évek – 1430-as évek – 1440-es évek – 1450-es évek – 1460-as évek
Évek: 1405 – 1406 – 1407 – 1408 –  1409 – 1410 – 1411 – 1412 – 1413 – 1414 – 1415

## Események

### Határozott dátumú események
- május 17. – XXIII. János szakadár ellenpápa megválasztása.[1]
- július 15. – A grünwaldi csata. A lengyel–litván hadsereg II. Ulászló lengyel király vezetésével döntő vereséget mér a Német Lovagrend seregére, melynek hatalma ezzel megtörik.[2]
- szeptember 20. – Luxemburgi Zsigmondot három német választófejedelem (egyikük ő maga) német királlyá választja (1411-ben a többi hét választófejedelem is csatlakozik).[3]
- október 1. – Morva Jobst négy választófejedelem német királlyá választja.[4]

### Határozatlan dátumú események
- Prága érseke kiközösíti Husz Jánost tanaiért.

## Születések
- Konrad Paumann világtalan német orgonaművész és zeneszerző

## Halálozások
- március 16. – John Beaufort, Somerset grófja.
- május 3. – V. Sándor (ellen)pápa (* 1340 körül)[5]
- május 18. – I. (Pfalzi) Rupert német király (* 1352)
- május 31. – I. (Emberséges) Márton, Aragónia és Szicília királya (* 1356)